# Мадрун
Мадрун (V век) —  вдова, почитаемая как святая (дни памяти — 9 апреля и 19 октября по старому стилю).

## Биография
Святая Мадрун (Madrun), или Материана (Materiana), или Матрона, или Мертиана (Merthiana), или Мертериана (Mertheriana) по некоторым преданиям была дочерью Вортимера и женой Инира, принца Гвентского (Ynyr Gwent), правителя краёв около Кэрвента, что в Монмутшире. После битвы, описанной Неннием, в котором Вортимер был убит, св. Матрона бежала со своим младшим сыном Кейдио (Ceidio) сначала в Карн-Вадрин, а затем — в Корнуолл. Она происходила либо из Уэльса, либо из Корнуолла. Церкви в её честь освящены в Тинтагеле и Минстере, что около Боскастла, где она и похоронена